# Perinereis helleri
Perinereis helleri är en ringmaskart som först beskrevs av Grube 1878.  Perinereis helleri ingår i släktet Perinereis och familjen Nereididae. Inga underarter finns listade i Catalogue of Life.